# Colostethus
Colostethus – rodzaj płazów bezogonowych z podrodziny Colostethinae w rodzinie drzewołazowatych (Dendrobatidae).

## Zasięg występowania
Rodzaj obejmuje gatunki występujące od wschodnich dwóch trzecich Panamy do większej części kolumbijskich Andów, na południe do środkowego Ekwadoru; odizolowana populacja znajduje się w północnym Peru.

## Systematyka

### Etymologia
- Colostethus: gr. κωλον kōlon „kończyna, członek ciała”[6] ; στηθος stēthos „pierś, klatka piersiowa”[7].
- Prostherapis (Prestherapis): gr. προσθεν prosthen „z przodu”[8]; ῥαφις rhaphis, ῥαφιδος rhaphidos „igła”[9]. Gatunek typowy: Prostherapis inguinalis Cope, 1868.

### Podział systematyczny
Do rodzaju należą następujące gatunki:
- Colostethus agilis Lynch & Ruiz-Carranza, 1985
- Colostethus furviventris Rivero & Serna, 1991
- Colostethus imbricolus Silverstone, 1975
- Colostethus inguinalis (Cope, 1868)
- Colostethus jacobuspetersi Rivero, 1991
- Colostethus latinasus (Cope, 1863)
- Colostethus lynchi Grant, 1998
- Colostethus mertensi (Cochran & Goin, 1964)
- Colostethus panamansis (Dunn, 1933)
- Colostethus pratti (Boulenger, 1899)
- Colostethus thorntoni (Cochran & Goin, 1970)
- Colostethus ucumari Grant, 2007